# 大特拉弗斯縣 (密歇根州)
大特拉弗斯縣（英語：Grand Traverse County）是美国密西根下半島西北部的一個縣，面積1,557平方公里。根據2020年美國人口普查，共有人口95,238人。縣治特拉弗斯城。該縣成立於1851年4月7日，縣名來由為法语單詞，意為「廣闊的水道」，指的是密歇根湖東北部同名的湖灣。